# Pima Bajo
Pima Bajo (pl. Pimas Bajos; Lower Pima, Mountain Pima, O'ob) je pleme ili grupa plemena Piman Indijanaca nastanjenih u srcu Sierra Madre u Sonori i dijelu Chihuahue, Meksiko. Pima Bajo su srodni Pima Ili Upper Pima Indijancima od kojih su se mogli odvojiti možda dolaskom prvih bijelaca, oko 1540. Izvorno bili su podijeljeni na 3 glavne skupine, to su: Ures, Nebomes ili Nevomes i Yécoras. Pima Bajo danas žive u malenim planinskim selima od uzgoja kukuruza i graha, a odlaze i sezionski u potragu za poslovima. 
Grupa Yécoras živjela je na granici Chihuahue i Sonore;  Ures uz Río Sonora u Sonori; i Nebome na Río Yaqui, također Sonora. 
Prema UN-ovim podacima za 2006. broje 1,000 u Chihuahui i 21,000 u Sonori. 

## Vanjske poveznice
- People of the Sierra